# Tren a mi destino
Tren a mi destino (turco, Yarına Tek Bilet) es una película turca de drama y romance de 2020 dirigida por Ozan Açıktan, escrita por Faruk Ozerten y protagonizada por Metin Akdülger, Dilan Çiçek Deniz y Tevfik Kartal.

## Sinopsis
Una joven, Leila, sube a un tren a Izmir sin billete. Se encuentra compartiendo un cupé con Ali, un joven abogado hablador y social, en su camino para interrumpir la boda de su exnovia Burcu. Los dos tienen un comienzo difícil, pero como Leila se encuentra en problemas por no tener un boleto, Ali decide ayudarla a permanecer a bordo. Como el viaje es de 14 horas, deciden hacer las paces y, a través de la conversación, descubren que sus viajes están entrelazados de formas inesperadas que cambian su perspectiva sobre sus planes y entre ellos.

## Reparto
- Metin Akdülger como Ali
- Dilan Çiçek Deniz como Leyla
- Tevfik Kartal como conductor
- Fatma Filiz Sencan como empleado de peaje
- Ömür Kayakırılmaz como taxista

## Lanzamiento
Tren a mi destino fue estrenado el 19 de junio de 2020 por la plataforma de Netflix.
 